# Smart 1

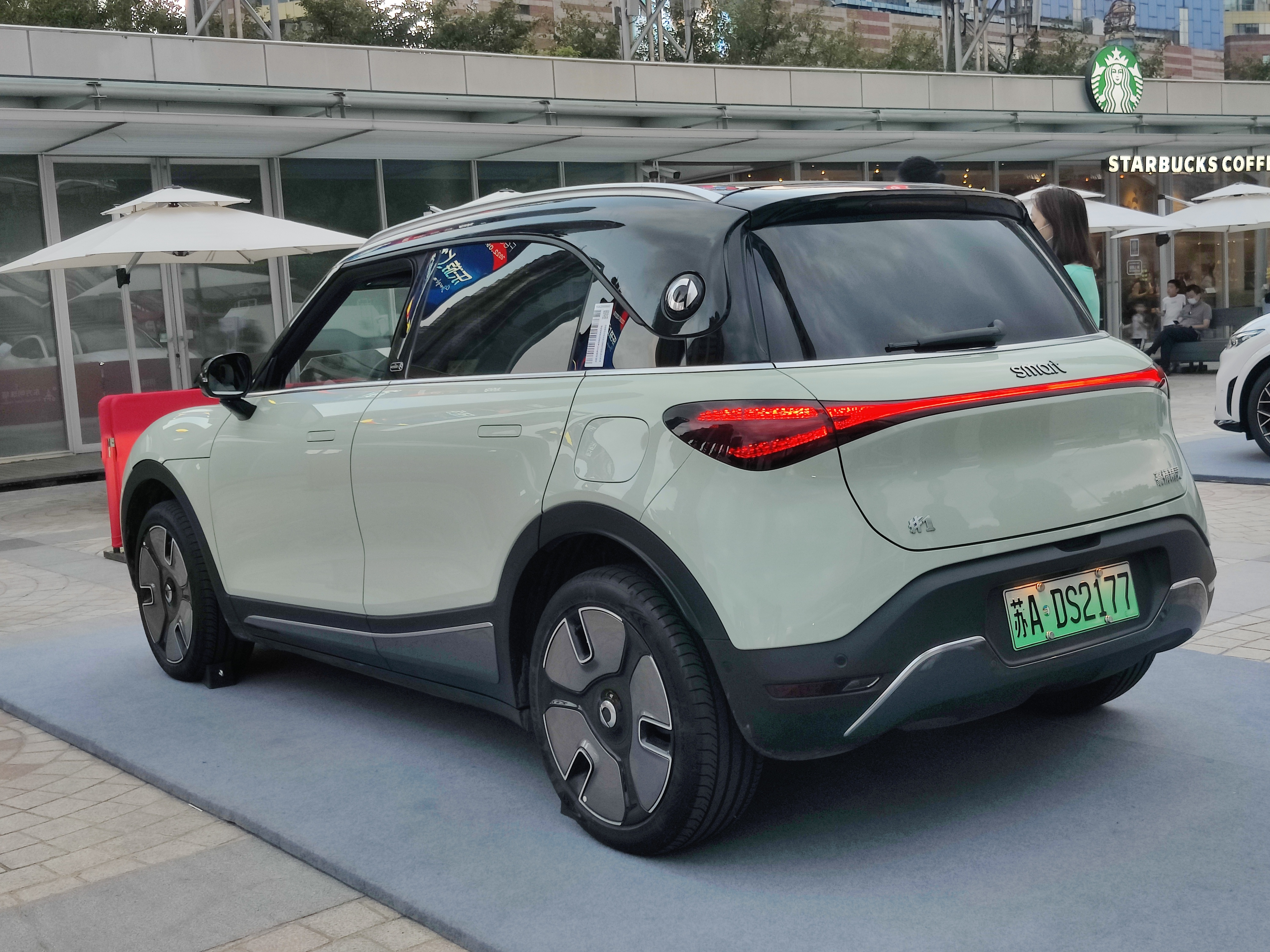
Hátulnézetből

A Smart #1 egy akkumulátoros, elektromos crossover SUV autótípus, amelyet a Smart fejlesztett és gyártott a Mercedes-Benz csoport és a Geely Holding közös vállalatában. Ez az első jármű ebből a közös vállalatból. A Smart #1 alapján megalkotott hosszabb és laposabb Smart #3-at 2022 novemberében mutatták be. A Geely csoporthoz tartozó Zeekr márka 2023 februárjában szintén bemutatta a Zeekr X-et, amely az Smart #1-en alapul.

## Története

### Concept #1
A 2021. szeptemberi Müncheni Autószalonon alkalmából a Smart Concept #1 első bepillantást engedett a Smart elektromos SUV-jába. A szériaváltozat 2022 áprilisában debütált. A járművet először 2022 júniusában mutatták be. 2022 augusztusában egy sportosabb Brabus változat következett. Az európai piaci bevezetésre 2023 februárjában került sor.

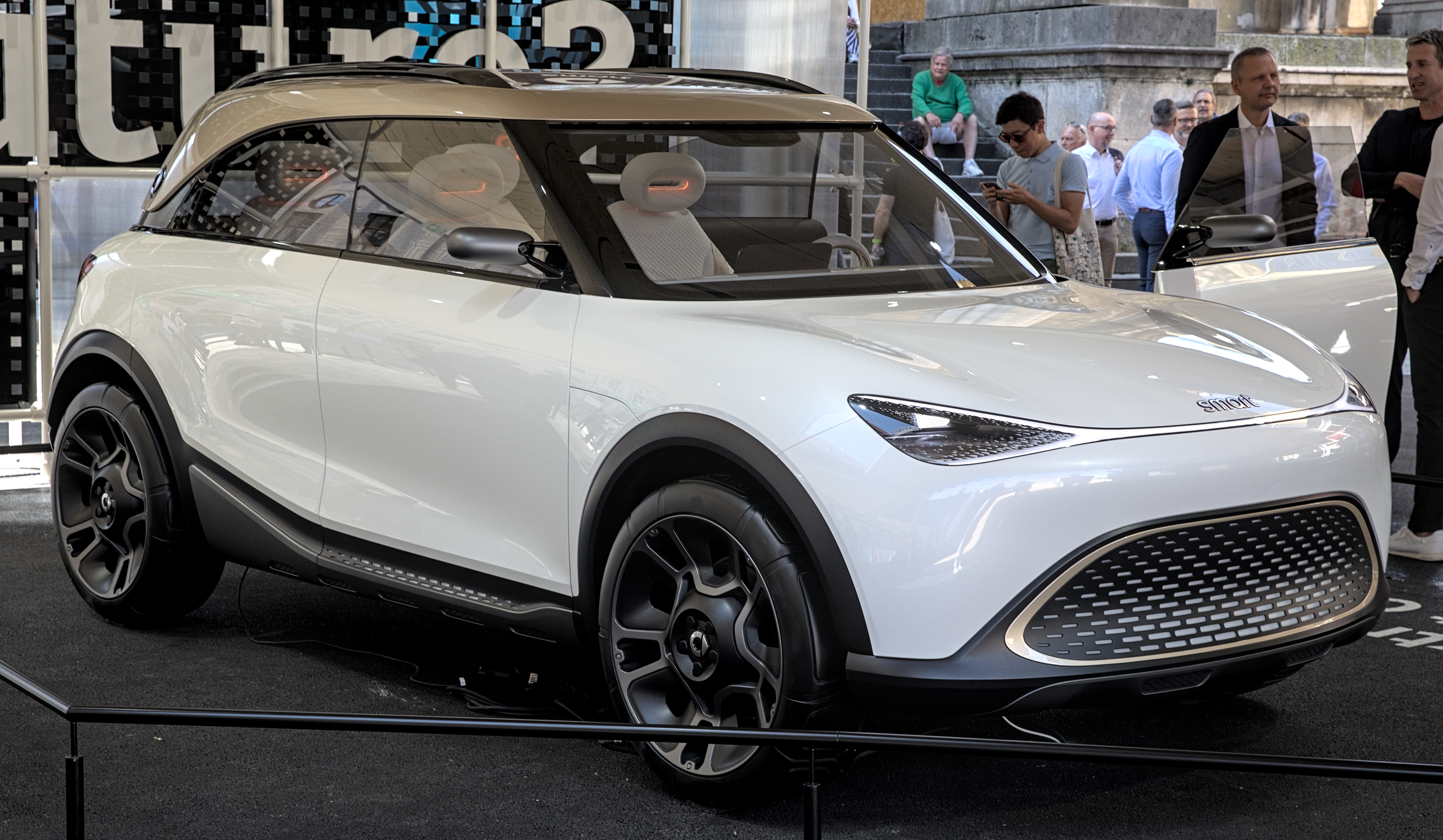
Smart Concept #1 a Müncheni Autószalonon 2021-en
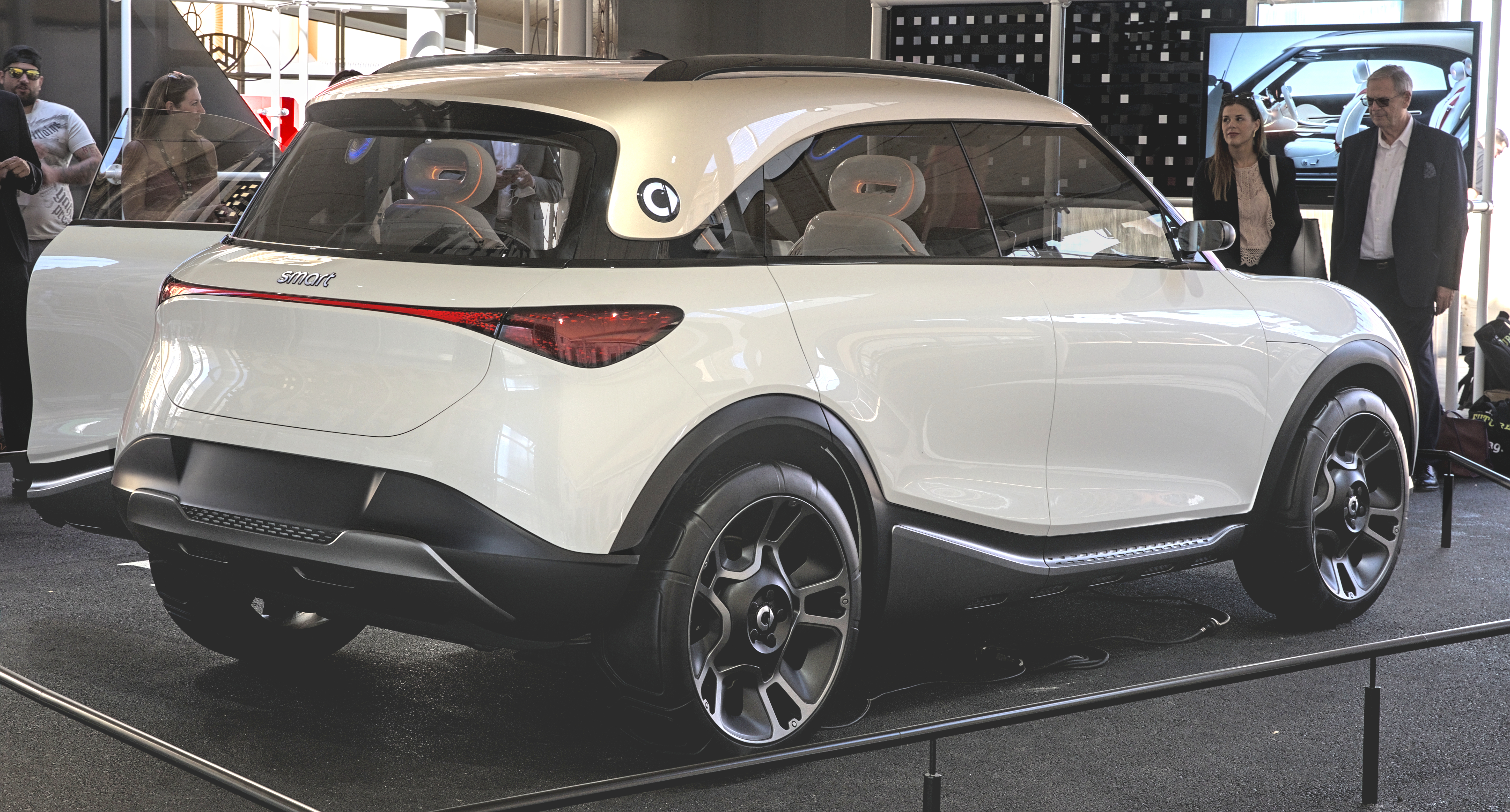
Smart Concept #1 hátulnézetből
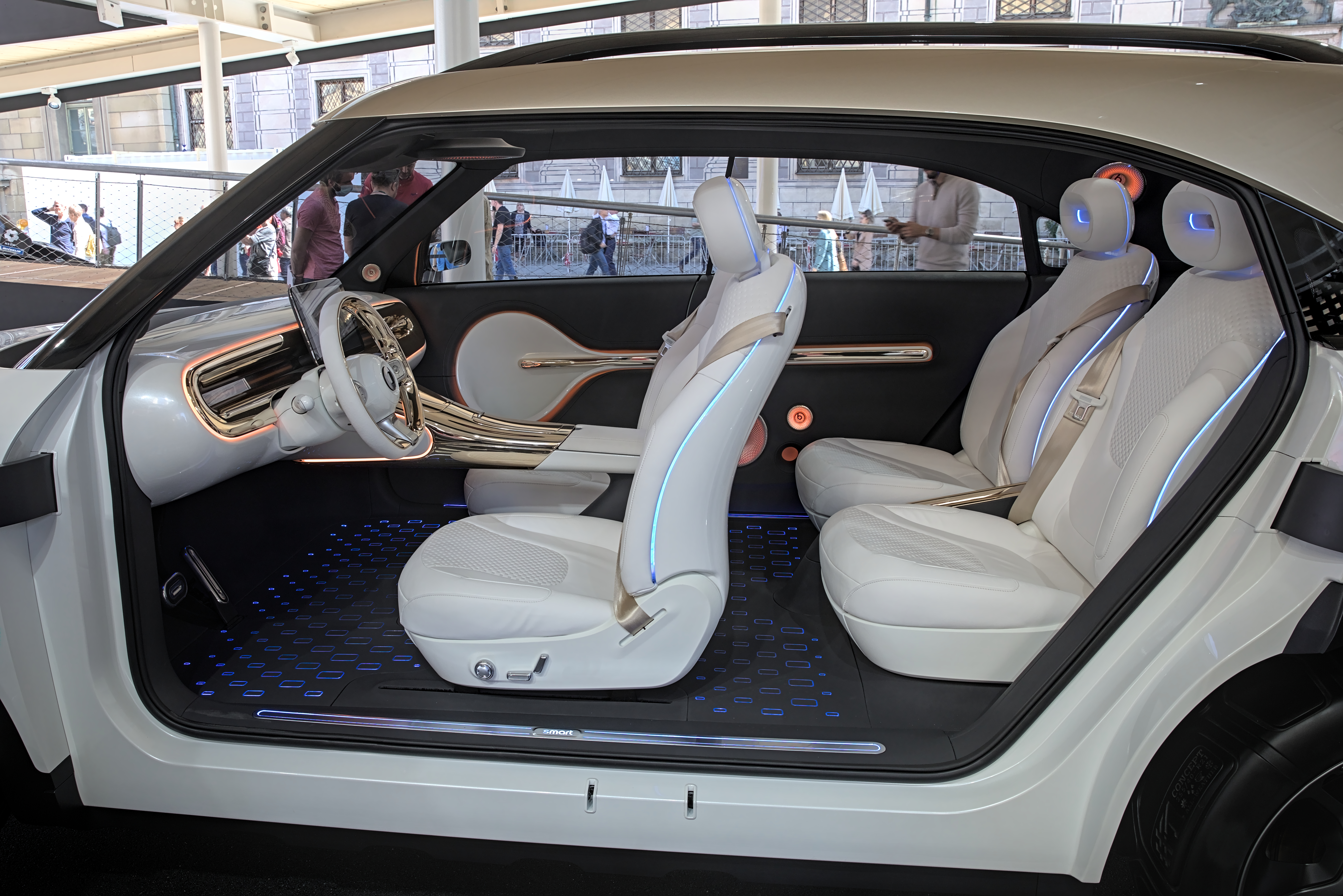
Smart Concept #1 belső tere

### #1 Brabus

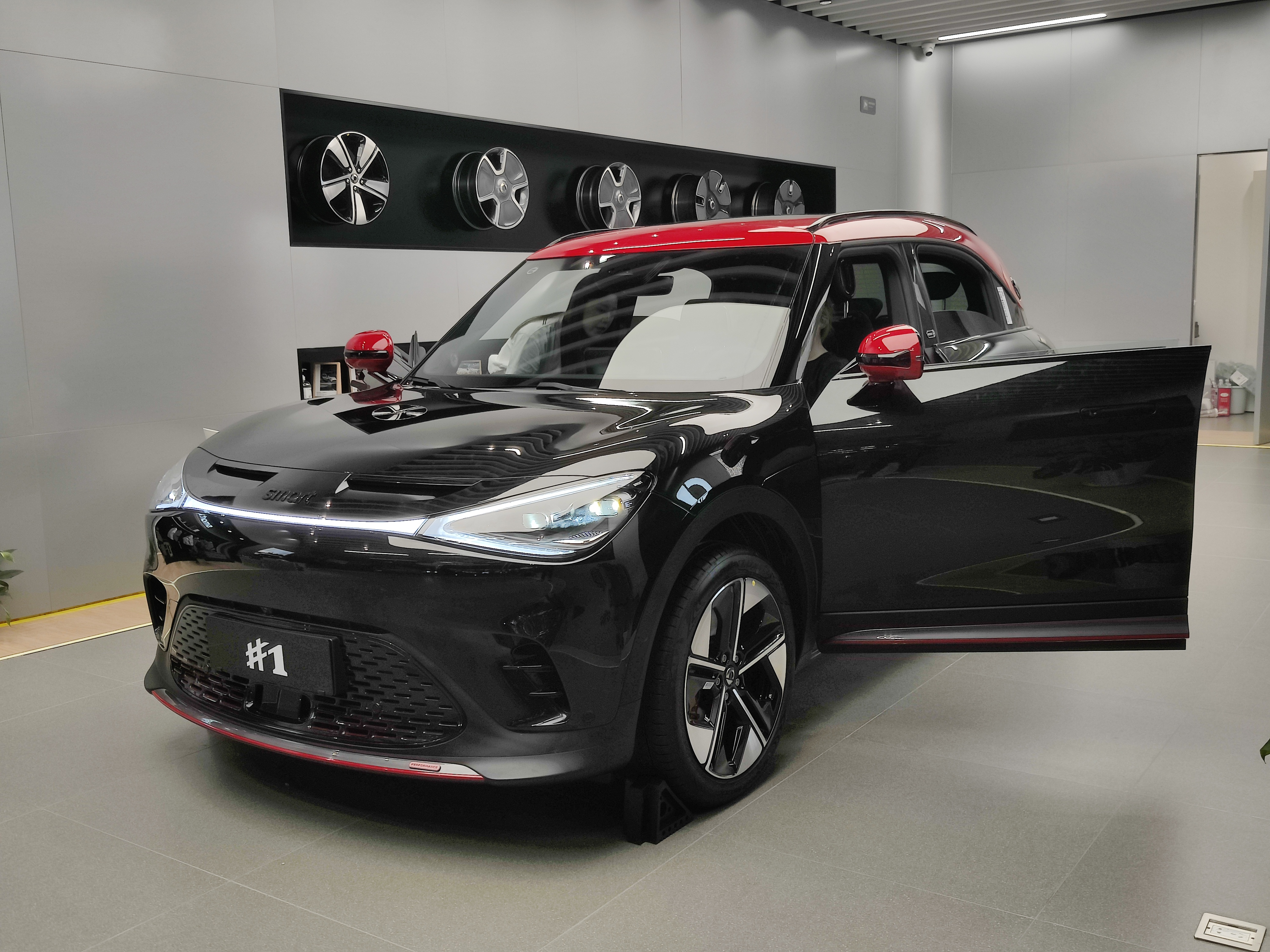
A Smart #1 Brabus elölnézetből
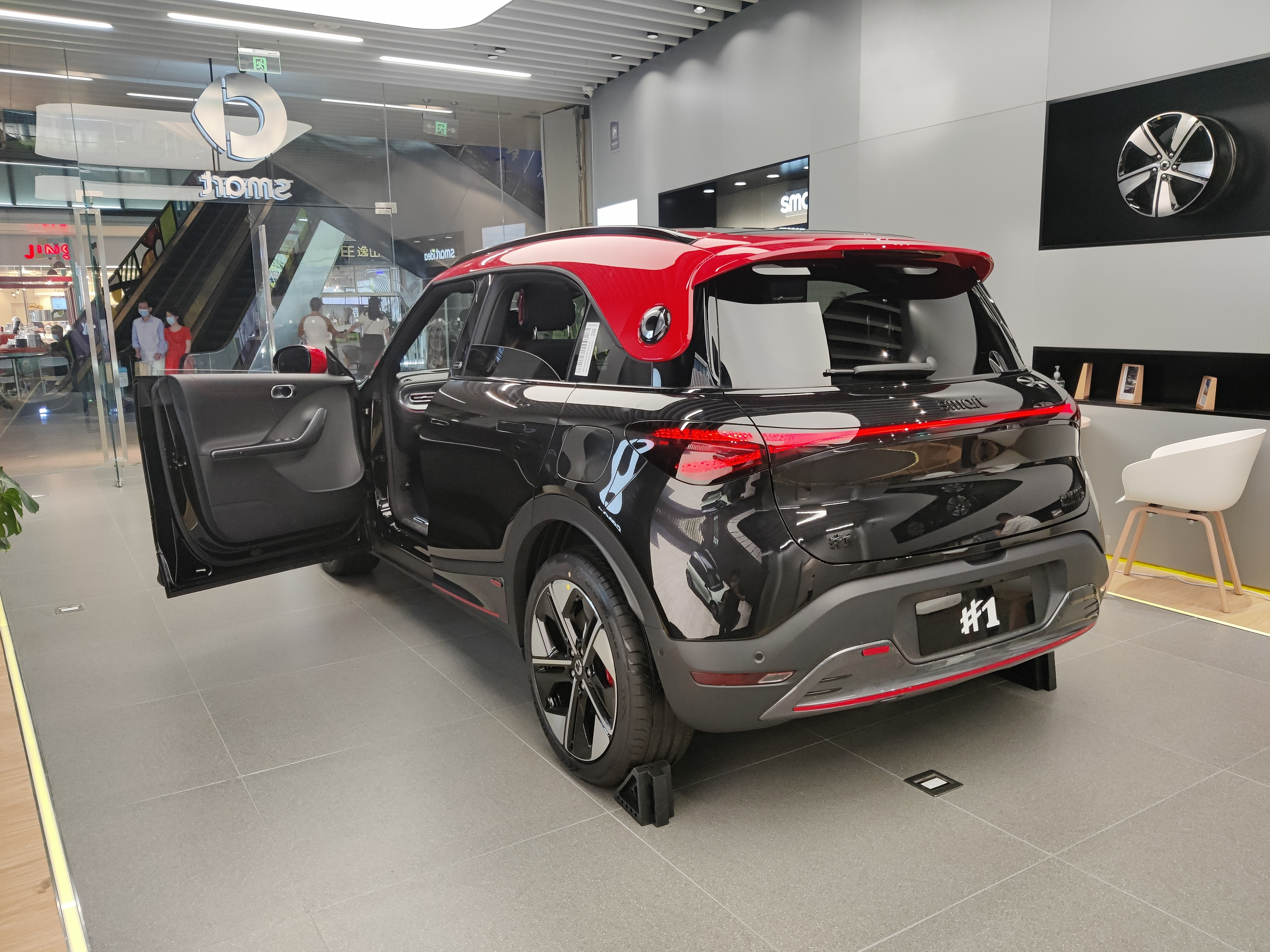
A Smart #1 Brabus hátulnézetből
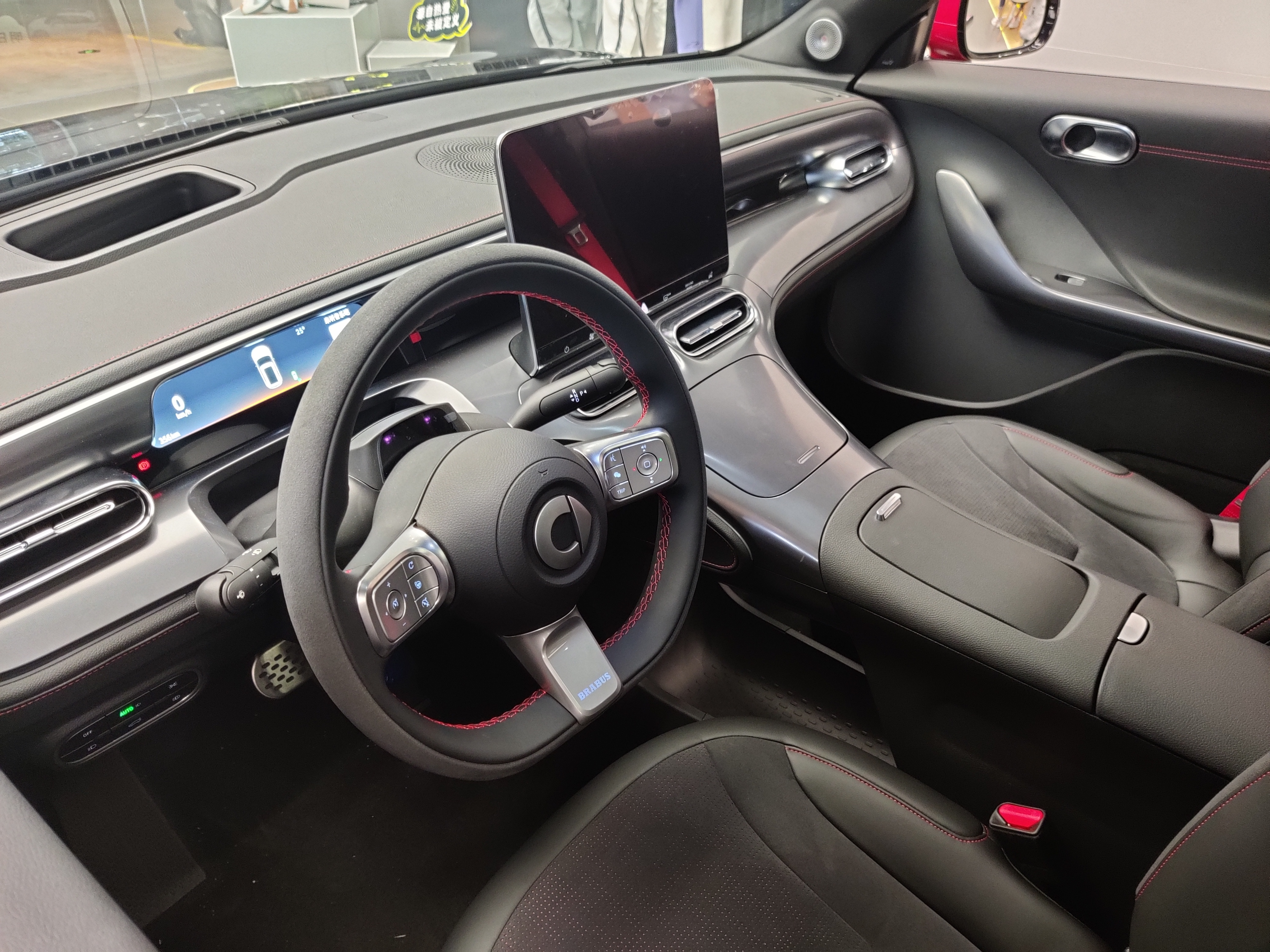
A Smart #1 Brabus belső tere

## Technológia
A Smart #1 a Geely által kifejlesztett Sustainable Experience Architecture (SEA) elektromos jármű platformon alapul. A hátsó motor 200 kW-os, és 343 Nm forgatónyomatékot kínál. A Brabus változathoz fenntartott kiegészítő első motor teljesítménye 115 kW. A 66 kWh energiatartalmú lítium-ion akkumulátor 420 és 440 km közötti hatótávot tesz a WLTP szerint. A beépített töltő 22 kW töltési teljesítményt tesz lehetővé. Egyenáramú töltéssel akár 150 kW-os teljesítmény is lehetséges, ami azt jelenti, hogy a jármű 30 percen belül 80%-ig tölthető. A klasszikus 411 literes csomagtartó mellett más elektromos autótípusokhoz hasonlóan a Smart #1 elöl is rendelkezik egy kisebb csomagtartóval.

## Biztonság
2022 őszén az Euro NCAP tesztelte a Smart #1 járműbiztonságát. Öt csillagot kapott a lehetséges ötből.

## Fordítás
Ez a szócikk részben vagy egészben  a   Smart 1 című német Wikipédia-szócikk ezen változatának fordításán alapul.  Az eredeti cikk szerkesztőit annak laptörténete sorolja fel. Ez a jelzés csupán a megfogalmazás eredetét és a szerzői jogokat jelzi, nem szolgál a cikkben szereplő információk forrásmegjelöléseként.